# معاون فرماندار
معاون فرماندار (انگلیسی: Deputy governor) یک مقام فرمانداری است که معاون فرماندار پس از فرماندار دارای صلاحیت و اختیارات است، بیشتر مانند یک نایب‌الحکومه.